# 이고르 야네프

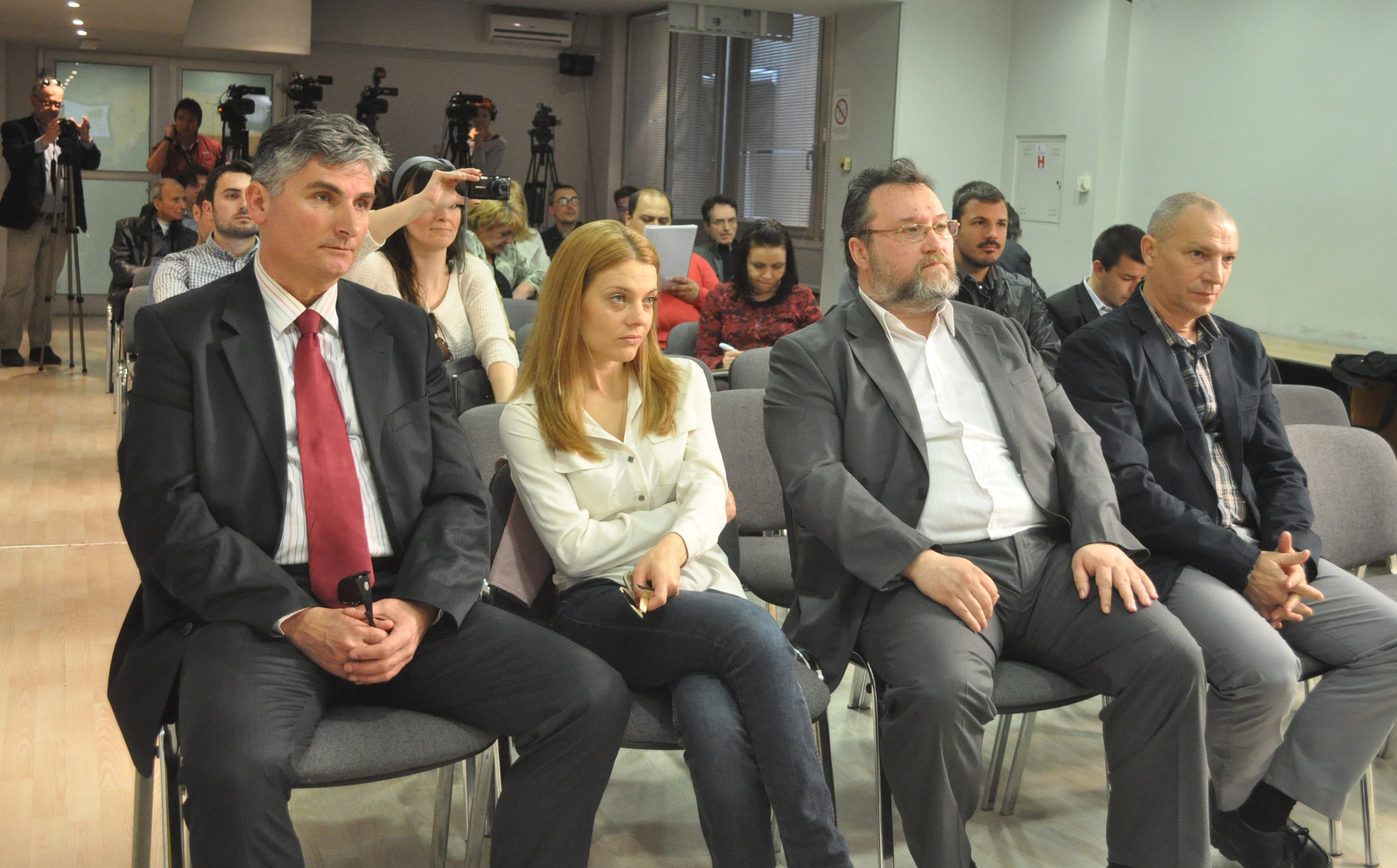
이고르 야네프, 왼쪽에서 세 번째

이고르 야네프(마케도니아어: Игор Јанев, 1964년 9월 29일 ~ )는 북마케도니아의 학자이자 외교관이다.
베오그라드 출신으로 국제법과 국제 관계를 전공했으며, 그와 관련된 160여편의 논문과 18권의 서적을 발표했다. 2002년부터 마케도니아 공화국의 외교 고문을 맡고 있다. 마케도니아 국호 분쟁 당시 마케도니아 대표로 참여하여 그리스와 협상을 한 전적이 있다.